# Wadym Wising
Wadym Heorhijowytsch Wising (ukrainisch Вадим Георгійович Візінг, englische Transkription: Vadim G. Vizing; * 25. März 1937 in Kiew, Sowjetunion; † 23. August 2017 in Odessa, Ukraine) war ein ukrainischer Mathematiker, der vor allem für seine Beiträge auf dem Gebiet der Graphentheorie bekannt ist.

## Werdegang
Bis zu seinem zehnten Lebensjahr wuchs Wising in der Ukraine auf, dann wurde seine Familie aufgrund der schwarzmeerdeutschen Abstammung seiner Mutter gezwungen, nach Sibirien in die Gegend von Nowosibirsk umzusiedeln, wo er den Rest seiner Kindheit verbrachte.
Von 1954 bis 1959 studierte er an der Universität in Tomsk Mathematik. Nach dem Abschluss seines Studiums ging er zur Promotion an das Steklow-Institut für Mathematik in Moskau. Meinungsverschiedenheiten mit seinem Vorgesetzten über das Thema seiner Promotion führten jedoch dazu, dass Wising 1962 ohne einen Abschluss nach Nowosibirsk zurückkehrte. Dort arbeitete er bis 1968 an der Akademie der Wissenschaften, wo er 1966 auch seine Promotion abschloss.
Nach seiner Zeit in Nowosibirsk zog Wising zurück in die Ukraine, da ihm das kalte Klima Sibiriens missfiel. In der Ukraine lebte er zunächst in verschiedenen Provinzstädten, bis er schließlich 1974 eine Stelle an der Akademie für Lebensmitteltechnik in Odessa bekam. Dort arbeitete er bis zu seiner Pensionierung.
In der Graphentheorie leistete Wising wichtige Beiträge zu Färbungsproblemen, insbesondere zu Kantenfärbungen und Listenfärbungen. 1964 veröffentlichte er eine Unter- und eine Obergrenze für den chromatischen Index eines Graphen. Dieses Resultat wird heute als Satz von Vizing bezeichnet und gehört inzwischen zum Stoffkanon vieler Einführungsbücher in die Graphentheorie. Wising führte den Begriff des kritischen Graphen für Kantenfärbungen ein und bewies für ihn eine wichtige Aussage, die inzwischen als Vizings Adjazenz-Lemma (VAL) bekannt ist. Im Jahre 1976 führte er das Konzept der Listenfärbung eines Graphen ein.

## Schriften
- On an estimate of the chromatic class of a p-graph. In: Diskret. Analiz. Band 3, S. 25–30. MR:0180505
- Vertex colorings with given colors (auf Russisch). In: Diskret. Analiz. Band 29, S. 3–10, 1976.